# Werner Grundahl Hansen

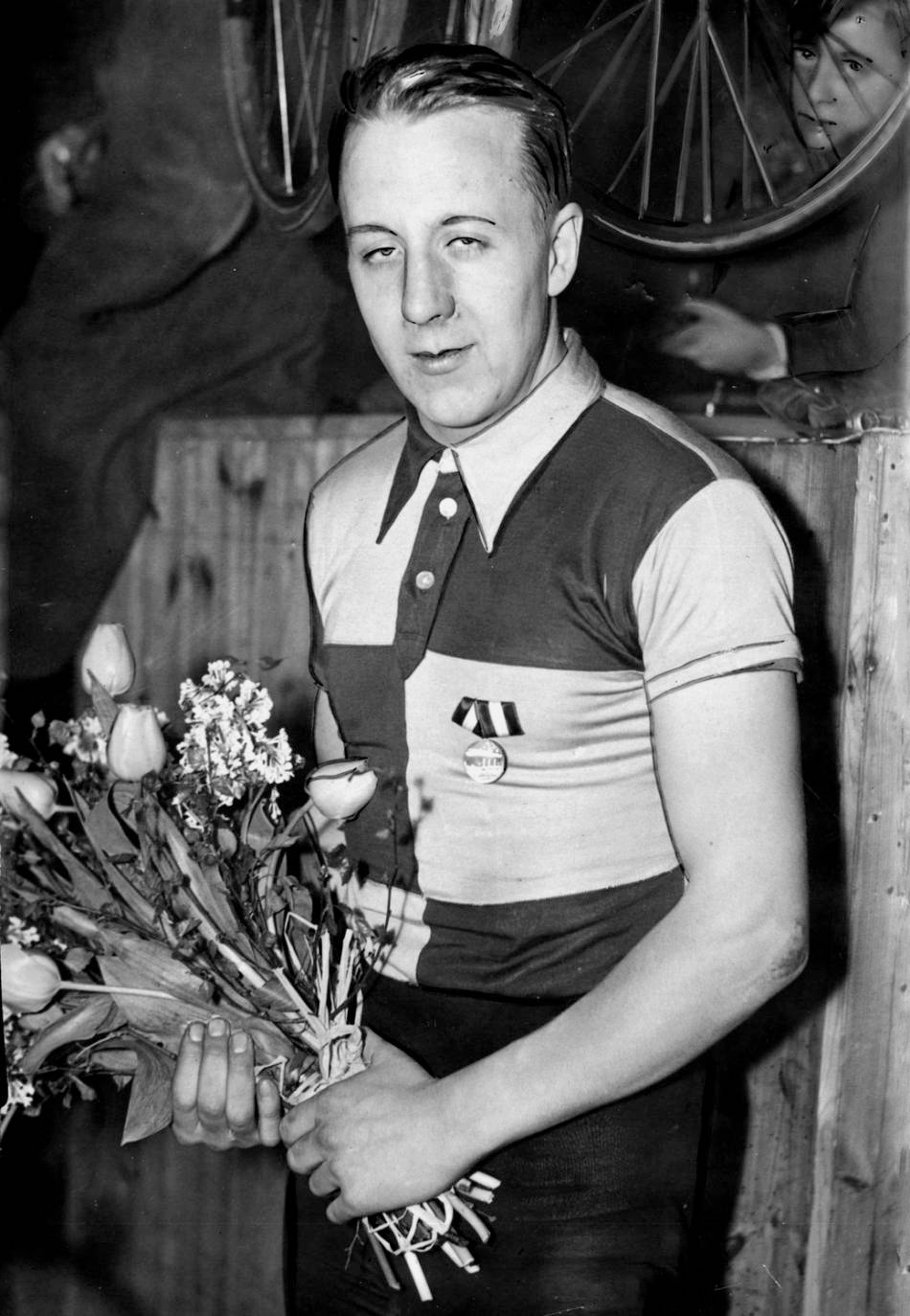
Werner Grundahl Hansen (1933)

Werner Grundahl Hansen (* 22. August 1914 in Kopenhagen; † in 22. Dezember 1952 in Glostrup Kommune) war ein dänischer Radrennfahrer und nationaler Meister im Radsport.

## Sportliche Laufbahn
1933 wurde Grundahl Hansen Sieger der nationalen Meisterschaft im Straßenrennen, gewann das Eintagesrennen Stjerneløbet in Roskilde und wurde bei den Nordischen Meisterschaften Zweiter im Mannschaftszeitfahren und Dritter im Einzelzeitfahren. 1934 wurde er Zweiter der Sjælland Rundt hinter Knud Aage Jacobsen. Im Rennen der UCI-Straßen-Weltmeisterschaften der Amateure belegte er den 5. Platz beim Sieg von Kees Pellenaars. 1935 gewann er im Rennen der UCI-Straßen-Weltmeisterschaften der Amateure beim Sieg von Ivo Mancini die Bronzemedaille. Bei den Nordischen Meisterschaften wurde er Zweiter im Straßenrennen. Im Mannschaftszeitfahren gewann er die Goldmedaille mit Leo Nielsen, Knud Aage Jacobsen und Frode Sørensen. Er gewann erneut das Stjerneløbet und wurde Vize-Meister im Straßenrennen hinter Frode Sørensen. Er siegte im Etappenrennen von Aarhus nach Kopenhagen mit zwei Etappensiegen.
Zu Beginn der Saison 1936 wurde er Berufsfahrer. Im Grand Prix des Nations konnte er beim Sieg von Antonin Magne Vierter werden. Er siegte im Sechstagerennen von Kopenhagen 1936 mit  Albert Billiet als Partner. Das Rennen der UCI-Straßen-Weltmeisterschaften beendete er als Fünfter, 1937 und 1938 schied er aus. Bei den Meisterschaften im Bahnradsport gewann er Silber im Punktefahren über 10 Kilometer.  
Die Nationale Meisterschaft in der Einerverfolgung gewann er 1939. 1938 und 1939 startete er für das deutsche Radsportteam Diamant und bestritt die Deutschland-Rundfahrt. Dabei wurde er einmal Zweiter einer Etappe.
Er blieb bis 1940 als Profi aktiv. Werner Grundahl beging 1952 Selbstmord.

## Berufliches
Grundahl führte eine Fahrradfirma in Glostrup.